# 野沢友太朗
野沢 友太朗（のざわ ゆうたろう、2001年4月4日 - ）は、競技麻雀のプロ雀士。本名同じ。東京都出身、日本プロ麻雀連盟所属（2024年現在）。東京大学医学部に在学する学生でもある。

## 略歴
2020年3月 筑波大学附属駒場高等学校卒業
2020年4月 東京大学入学
2023年8月 39期後期にて日本プロ麻雀連盟に入会
2023年11月 第6期若獅子戦ベスト8進出
2024年3月 第7期若獅子戦ベスト16進出

## 人物
東京大学医学部在学中であり、プロ麻雀界随一の高学歴雀士として知られる。
その高いIQによる守備、攻撃のバランスが取れた雀風が持ち味。

## リンク
野沢友太朗 (@yutaro_040) - X（旧Twitter）